# Takuya Kawakami
 (mai 2019).
Si vous disposez d'ouvrages ou d'articles de référence ou si vous connaissez des sites web de qualité traitant du thème abordé ici, merci de compléter l'article en donnant les références utiles à sa vérifiabilité et en les liant à la section « Notes et références ».
Takuya Kawakami (né le 8 juin 1995) est un athlète japonais, spécialiste du sprint.
Il porte son record personnel à 10 s 24 (+ 2.0), à Brisbane le 23 mars 2019.